# オブジェクティビズムとリバタリアニズム
アイン・ランドの思想であるオブジェクティビズム（英: Objectivism）は、特にアメリカ合衆国において、リバタリアニズム（英: libertarianism）運動に大きな影響を与え続けている。自身の政治的見解を正当化するために、オブジェクティビズムの見解に依拠するリバタリアンは多い。しかし、ランドやその思想に対する著名リバタリアンたちの見解は、賛否入り混じっている。リバタリアンを全体として敵視するオブジェクティビストも多い。

## 思想的不一致

### 不可侵の原則をめぐって
マレー・ロスバードやウォルター・ブロックを含む一部のリバタリアンは、不可侵の原則を「還元不可能（irreducible）な概念」と見なしている。すなわち、この原則はいかなる倫理哲学の論理的帰結でもなく、他のいかなる公理にも劣らず自明であると考えている。アイン・ランドも「自由は有徳な行為の前提条件である」と主張したが、不可侵の原則そのものは、先行する知識や価値の複雑な組み合わせから導かれると考えた。このため、オブジェクティビストがこの原則を「不可侵の原則（principle）」と呼ぶのに対し、ロスバードの主張を支持するリバタリアンはこの原則を「不可侵の公理（axiom）」と呼ぶ。ロスバードを含む無政府資本主義者は、「政府は税の強制的徴収なしには機能し得ないものであり、歴史上のあらゆる政府は社会契約によってではなく強制力によって成立した」と考える。このため無政府資本主義者は、オブジェクティビストが支持する夜警国家も不可侵の原則を犯すと考える。これに対してランドは、国家を自発性に基づいて設立することは可能と信じた。

### オブジェクティビズムにおける未開の拒否をめぐって
伝記作家のジェニファー・バーンズ (Jennifer Burns) は、『市場の女神：アイン・ランドとアメリカ右翼』（Goddess of the Market: Ayn Rand and the American Right）で、「アメリカ先住民（Native Americans）は野蛮人（savages）であった」、「アメリカ先住民は個人の権利を認識していなかったのだから、ヨーロッパ人入植者にはアメリカ先住民から土地を奪う権利があった」といったランドの見解が、リバタリアンたちをいかに憤激させたかを描いている。またバーンズによれば、「パレスチナ人にはいかなる権利もない。野蛮が支配する地域に作られた、文明の唯一の前哨がイスラエルである。だからイスラエルを支持することは道徳的である」というランドの見解も、ランドの愛読者層の中で当時大きな比率を占めていたリバタリアンの間で議論になった。

### 外交政策をめぐって
リバタリアンとオブジェクティビストは、外交政策をめぐり意見が対立することが多い。ランドによる「未開の拒否」は、1970年代の中東和平交渉にも拡大された。1973年の第四次中東戦争後、ランドはアラブ人を「未開人（primitive）」であり、その多くは「定住しない人々（nomads）」であり、「最も遅れた文化（the least developed cultures）の一つ」であると罵倒した。さらにランドは、アラブ人がイスラエルに憤るのは、「彼ら（アラブ人）の大陸」においてこのユダヤ人国家が「近代科学と文明の孤塁（the sole beachhead of modern science and civilization）」だからだと主張し、「文明人たちが野蛮人たちと戦っていたら、それがどんな文明人だろうと、文明人の味方をするものだ」と断じた。
リバタリアンのシンクタンクであるケイトー研究所の研究員のほとんどは、イランへの軍事介入に反対している。これに対してオブジェクティビストのシンクタンクであるアイン・ランド協会は、イランへの強制的介入を支持している。

## リバタリアニズムへのランドの影響
アメリカ合衆国のリバタリアン党が1972年の大統領選挙に初めて立てた候補者であるジョン・ホスパーズは、自身の政治信条を形成する上でランドから大きな影響を受けたと述べている。ケイトー研究所のエグゼクティブ・バイス・プレジデント、デヴィッド・ボアズ（David Boaz）は、ランドの作品を「間違いなくリバタリアンの伝統に位置づけられる」と評した上で、「彼女の極論やカルト的崇拝者たちに引いてしまったリバタリアンもいる」と述べた。ミルトン・フリードマンは、ランドを「多大な善を為した、徹底的に不寛容で教条主義的な人物」と評した。マレー・ロスバードは、「ランドの思想には基本的に同意しないが、自分が自然権の理論を確信するようになったのはランドの影響だ」と述べた。後にロスバードは、ランドを激しく批判するようになった。『アイン・ランド・カルトの生態学』（The Sociology of the Ayn Rand Cult）で、ロスバードは次のように書いた。
理性と個人主義を信奉すると言明するリバタリアンといえども、宗教運動のみならず大多数のイデオロギー運動に浸透しているあのカルト的神秘主義・全体主義を免れないということ―リバタリアンにとってはこれこそが、あの（オブジェクティビズム）運動の歴史から得られる重要な教訓である。一度感染したことで、今やリバタリアンはこのウイルスに対する免疫を獲得したと信じたい。
オブジェクティビズムは各種思想問題でランド自身が取った立場に制限されるものではなく、リバタリアニズム運動とも協働・共鳴し得る、と主張するオブジェクティビストもいる。オブジェクティビストとリバタリアンの関係をめぐる見解の不一致からアイン・ランド協会を離脱したデヴィッド・ケリー (David Kelley)や、クリス・シャバラ（Chris Sciabarra）、ナサニエル・ブランデン（Nathaniel Branden）のかつての妻バーバラ・ブランデン（Barbara Branden）などが、特にこの立場を明確にしている。ケリーが設立したアトラス・ソサイエティは、「開かれたオブジェクティビズム」（Open Objectivism）とリバタリアニズム運動の関係強化に注力している。

## リバタリアンに対するランドの見解
ランドはリバタリアニズムを、現代リベラリズムや保守主義以上に自由と資本主義を脅かす思想として糾弾した。ランドの見解では、オブジェクティビズムが統一的な哲学体系であるのに対し、リバタリアニズムは、公共政策の問題に関心を限定した政治哲学に過ぎなかった。たとえば、オブジェクティビズムでは形而上学、認識論、倫理学においてどのような立場を取るかが論じられる。他方リバタリアニズムでは、こうした問題は検討されない。形而上学、認識論、倫理学において自らの立場を確立することは、政治問題で自らの主張を訴える上で必須の方法的前提であり、それなしに成功は不可能であるとランドは信じた。ランドはリバタリアニズム運動とのいかなる連携も拒否した。他の多くのオブジェクティビストも同様であった。
リバタリアンについて、ランドは次のように発言している。
彼らは資本主義の擁護者ではありません。目立ちたがり屋（publicity seekers）の集まりなんです。〔……〕ほとんどが私の敵です。〔……〕リバタリアンが書いたものを読んでみたこともありました。どれも私のアイデアを、私の名前も出すこともなく、悪質に改竄したものばかりでした。私のアイデアから、歯を抜き去ったようなものばかりでした。
1981年のインタビューで、ランドはリバタリアンを「自分たちの目的にかなう時だけ私のアイデアを剽窃する、悪辣で反吐が出るような連中」と評している。
1976年にリバタリアン党について聞かれたランドは、次のように答えている。
今の世界が抱える問題は、哲学的なんです。正しい哲学だけが、私たちを救うんです。でもこの党は、私のアイデアの一部だけを剽窃して、私と正反対の、信心家だとか、無政府主義者だとか、とにかく見つかる限りの変人インテリ、クズインテリのアイデアと混ぜ合わせて、リバタリアンを名乗って、それで選挙に打って出たような連中なんです。

## 関係回復
2011年、アイン・ランド協会のエグゼクティブ・ディレクター、ヤロン・ブルックは、リバタリアン系の教育財団である経済教育財団に招かれ講演を行った。ブルックは、2012年にはリバタリアンの会議であるFreedomFest 2012で基調講演を行った。また同年7月26日には、リバタリアン系のシンクタンクであるリーズン財団が制作するインターネットビデオチャンネルReasonTVに出演した。
アイン・ランド協会の役員であるジョン・アリソン（John Allison）は、ケイトー研究所が2012年9月に主催した会議Cato Club 200 Retreatで講演した。またアリソンは、同研究所の定期刊行誌Cato's Letterに論文「金融危機の真の原因（"The Real Causes of the Financial Crisis"）」を寄稿し、2011年11年に同研究所が主催した会議Cato's Monetary Conferenceでも講演している。
2012年にはジョン・アリソンがケイトー研究所の代表に就任し、 2015年まで代表を務めた。ケイトー研究所は、アリソンの代表就任を発表する際、アリソンを「尊敬されるリバタリアン」と評した。アリソンはケイトー研究所の所員宛のメッセージで、「リバタリアンとオブジェクティビストの罵り合いは、まったく不合理だと私は信じています。すべてのオブジェクティビストはリバタリアンだが、すべてのリバタリアンがオブジェクティビストであるわけではない、と私は理解するようになりました」と書いた。
こうした変化について、アイン・ランド研究所エグゼクティブ・ディレクターのヤロン・ブルックは、2012年10月15日発行の「アメリカン・コンサーバティブ」誌の記事で次のように説明している。
私は、リバタリアンに対する私たちの態度が大きく変わったとは思いません。2つのことが起きたんです。まず私たちの組織が大きく拡大し、以前のように単に教育プログラムを提供するだけでなく、社会や政治に直接働きかける多くの活動を実施するようになり、他の組織とも連携するようになりました。それから、リバタリアニズム運動も変化したと思います。ロスバードの影響がますます小さくなってきました。より良い世界のビジョンがないために狂気に陥っている無政府主義者たちの影響が、ますます小さくなってきました。私たちの規模が拡大し、より多くのことを行うようになり、リバタリアンもより合理的になった結果、以前よりもより多くのことを協同して行うようになったのです。しかし、私たちの研究所に大きなイデオロギー的変化があったとは思いません。